# سام ميرزا
سام ميرزا (923 - 974 هـ) هو هو من امراء الدولة الصفوية، وهو إلى جانب ذلك أديب وشاعر وخطاط.
هو سام ميرزا ابن الشاه إسماعيل الصفوي، وكان مشتهراً في شعره بسامي. ولد في تبريز. ولاه أخوه الشاه طهماسب الأول على خراسان ثم شيراز وآذربيجان. اتهم بالعصيان وسجن سنة 969 هـ ومات مسجونا سنة 974 هـ، وقيل سنة 975 هـ، وقيل سنة 983 هـ.
من آثاره: «تحفة سامي».